# Cântecul lebedei (piesă de teatru)
pentru o nuvelă de  Liviu Rebreanu vedeți Cântecul lebedei (nuvelă)
Cântecul lebedei (în rusă Лебединая песня) este o piesă de teatru scrisă de Anton Pavlovici Cehov în anul 1887.
Acțiunea principală a dramei are loc într-un teatru provincial noaptea. Bătrânul comediant Vasili Svetlovidov, trezindu-se singur într-un teatru gol după un recital, începe să monologheze despre viața, talentul, dragostea și moartea sa.